# Solistas Barrocos Ingleses
Los Solistas Barrocos Ingleses (en inglés: English Baroque Soloists) son una orquesta de cámara que toca instrumentos de la época, formada en 1978 por el director de orquesta inglés Sir John Eliot Gardiner. Su repertorio comprende música que va desde los primeros barrocos hasta el período clásico. Se ha presentado en prestigiosas salas a nivel mundial como La Scala en Milán, el Concertgebouw en Ámsterdam y la Ópera de Sídney. Sus filas cuentan con violines, violas, violonchelos, contrabajos, flautas, oboes, fagotes, cornettos, cornos, trompetas, sacabuches, timbales, órgano, clavicordio y chitarrones restaurados de los siglos XVII y XVIII o que son copias de instrumentos de esta época. 
La orquesta ha grabado principalmente con las discográficas Archiv Produktion y Philips Classics. Soli Deo Gloria es un nuevo sello discográfico creado por John Eliot Gardiner, asociado con el Coro Monteverdi y los Solistas Barrocos Ingleses, dedicado inicialmente realizar las grabaciones de los conciertos durante la Bach Cantata Pilgrimage, proyecto en el cual se presentaron todas las cantatas conocidas de J. S. Bach en los domingos correspondientes para cada una.

## Discografía
La discografía de los Solistas Barrocos Ingleses comprende principalmente música de Johann Sebastian Bach, como sus cantatas, pasiones, la Misa en si menor, el Magnificat, los Conciertos de Brandeburgo y las Suites orquestales, al igual que música de otros compositores como Claudio Monteverdi, Dieterich Buxtehude, Georg Friedrich Händel, Henry Purcell, Antonio Vivaldi, Wolfgang Amadeus Mozart, Joseph Haydn, etc. Véase Sección de discografía del Coro Monteverdi.

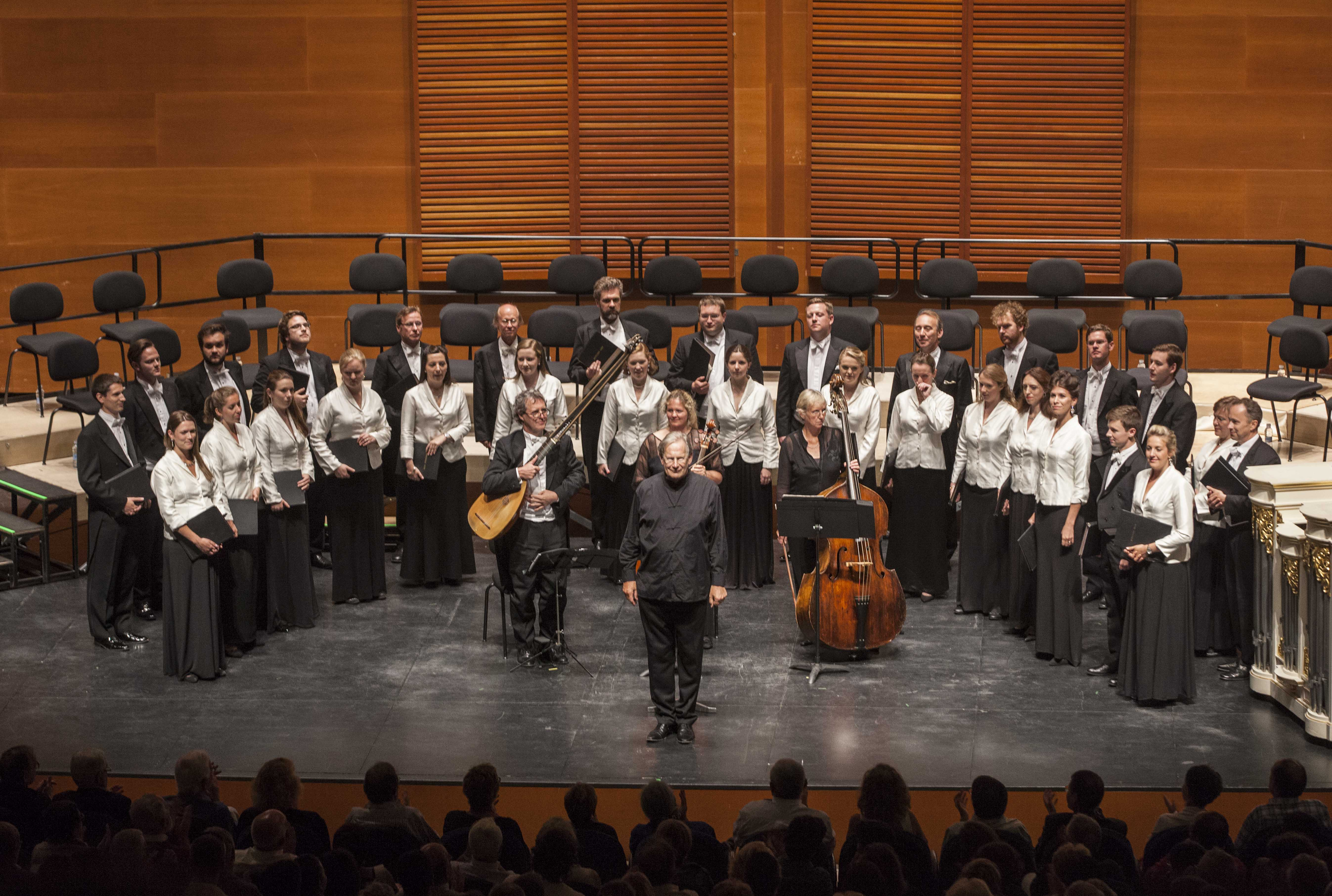
En la ed. del 2014 de la Quincena Musical de San Sebastián